# قائمة الاكتشافات في القرون الثلاثة الأخيرة
- 1697 ـ جورج ستال: وضع نظرية «مصدر اللهب phlogistique»، وهو عبارة عن سائل تصوره الكيميائيون القدامى لشرح الاحتراق.
- 1704 ـ إسحق نيوتن: نشر في هذا العام كتابه في البصريات، بعد كتابه الضخم المبادئ Principia، وهو يشكل أهم ثاني عمل له ويقدم فيه نظريته الموجية للضوء.
- 1727 ـ ستيفن هال: قام بالأبحاث الأولى حول صعود النسغ وأسس فيزيولوجيا النباتات في كتابه إحصاء النبات Vegetable Statics.
- 1733 ـ شارل دو فاي: يكتشف وجود نمطين من الشحنات الكهربائية السكونية.
- 1735 ـ كارل فون لينيه: أدخل منظومة تصنيف للنباتات، ثم للحيوانات، معتمداً مصطلحات ثنائية لا تزال مستخدمة حتى يومنا هذا.
- 1734 ـ ليونارد أويلر: أدخل مفهوم المعادلات على المشتقات الجزئية.
- 1738 ـ دانييل برنولي: وضع في بحثه الدينامكيا المائية Hydrodynamica العلاقة بين ضغط وسرعة سائل ما، وهو قانون عرف باسمه فيما بعد.
- 1748 ـ برادلي: يكشتف نوسان الأرض، وهي الحركة الدورية لمحور الأرض بسبب التأثير الثقالي للقمر.
- 1749 ـ جورج دي بوفون: أصدر الجزء الأول المخصص للأرض من مجموعته التاريخ الطبيعي.
- 1755 ـ إيمانويل كانت: اقترح هذا الفيلسوف في هذه السنة أن تكون السدم المرصودة في السماء عبارة عن منظومات تشتمل على ملايين النجوم، وأن تكون المجموعة الشمسية قد تشكلت من خلال انضغاط سحابة غبارية.
- 1763 ـ غاسبار مونج: يطور الهندسة الوصفية.
- 1765 ـ هنري كافنديش: يعزل الهيدروجين ويسميه الهواء الذي لا يحترق.
- 1768 ـ جون لامبرت: يبين أن العدد بي هو عدد لا كسري.
- 1771 ـ جوزيف لاغرانج: قدم في تأملات حول الحلول الجبرية للمعادلات Réflexions sur la résolution algébrique des équations مساهمة أساسية لعلم الجبر.
- 1772 ـ جان رومي دو ليزل Jean Romé de l’Isle: يوجد مصطلح «التبلور»، ويشير إلى الأشكال المنتظمة والثابتة للبلورات التي يمكن لكافة البلورات أن تنتج عنها بعمليات تغيير لبعض الأضلع أو الزوايا على بعض الأشكال الأساسية.
- 1779 ـ جان إينجنهاوسز Jan Ingenhousz: لاحظ أن النباتات المعرضة للشمس تنتج الأكسجين وتستهلك ثاني أكسيد الكربون.
- 1781 ـ وليام هرشل: يكتشف كوكب أورانوس.
- 1781 ـ لافوازييه: يعلن قانونه في النحفاظ المادة، وذلك بملاحظة أن الكتلة الكلية في تفاعل كيميائي لا تتغير.
- 1784 ـ الأب رنيه جست هوي: يؤسس النظرية الرياضية لبنية البلورات.
- 1785 ـ شارل كولومب: يبرهن أن القوة بين الشحنات الكهرستاتيكية تتناسب مع مقلوب مربع المسافة بين الشحنتين.
- 1791 ـ جرمياس ريختر: يكتشف قانون الأعداد المتناسبة الذي يحكم تراكبات العناصر الكيميائية.
- 1796 ـ إدوارد جينير: يستخدم التلقيح بجدري البقر من أجل الحصول على المناعة ضد الجدري.
- 1801 ـ يوهان فيلهلم ريتر: يثبت وجود الإشعاع فوق البنفسجي.
- 1802 ـ لويس جوزيف غي ـ لوساك Louis Joseph Gay-Lussac: يكتشف قانون تمدد الغازات.
- 1803 ـ جون دالتون: يقدم بحثاً حول امتصاص السوائل للغازات، حيث يشير إلى وجود جسيمات دقيقة من المادة. وقد أعاد في هذا البحث استخدام كلمة «ذرات».
- 1809 ـ جان ـ باتيست لامارك Jean-Baptiste Lamarck: ينشر كتابه فلسفة علم الحيوان Philosophie zoologique، ويعد أول نظرية لتطور الكائنات الحية.
- 1812 ـ بيير سيمون لابلاس: ينشر النظرية التحليلية للاحتمالات Théorie analytique des probabilités.
- 1819 ـ أوغستان-جان فرينل: يطرح النظرية الموجية للضوء.
- 1820 ـ أندريه ماري آمبير: ينشر بحثه تأملات حول الفعل الطبيعي لتيارين كهربائيين Mémoire sur l’action naturelle de deux courants électriques.
- 1820 ـ هانس كريستيان أورستيد: يكتشف الآثار المغنطيسية للتيار الكهربائي.
- 1822 ـ جوزيف فورييه: أدت نظريته التحليلية للحرارة إلى تمثيل تابع ما بواسطة سلسلة من التوابع المثلثية.
- 1824 ـ سادي كارنو: نشر بحثه تأملات حول القدرة المحرضة للنار Réflexions sur la puissance motrice du feu، لكنه لم يلفت الأنظار في حينه، لكنه اعتبر فيما بعد لعلم الترموديناميك.
- 1824 ـ جان فرانسوا شامبليون: يفك رموز الكتابة الهيروغليفية المصرية في كتابه Préicis du système hiéroglyphique.
- 1826 ـ نيكولاي إيفانوفيتش لوباتشيفسكي: طرح لأول مرة الهندسة اللاإقليدية.
- 1827 ـ جورج سيمون أوم: وضع قانوناً يربط بين توتر وشدة التيار الكهربائي.
- 1828 ـ كارل غاوس: طور في أعماله المعنونة Disquisitiones generales circa superficies curvas الهندسة التفاضلية.
- 1830 ـ إيفاريست غالوا: يضع نظرية المجموعات.
- 1835 ـ بيرتسيليوس يستشعر للمرة الأولى ظاهرة التحفيز catalyse. وقد استخدم عبارة «القوة التحفيزية» ليشرح كيف أن البلاتين حتى وإن كان بكمية قليلة جداً يمكن أن يفعّل تفاعلات كيميائية دون أن يتغير، لاعباً دور المحفز.
- 1837 ـ جاك بوشيه دو بيرث: من رواد علوم ما قبل التاريخ. اكتشف في هذا العام صواناً منحوتاً في السوية نفسها مع عظام متحجرة لثدييات كبيرة اختفت. وقد استطاع بأعماله في النهاية أن يقنع الرأي العام والعلمي بشكل خاص بوجود الإنسان قبل العصور التوراتية.
- 1842 ـ يوليوس ماير: يصيغ قانون انحفاظ «القوة» (ما ندعوه اليوم انحفاظ الطاقة).
- 1843 ـ هنريش شوب: يكتشف الدورة الشمسية: حيث يختلف عدد البقع الشمسية خلال دورة من نحو 11 سنة.
- 1843 ـ بول إميل بوتا Paul-Emile Botta: يبدأ تنقيبات في قيونجيك ثم في خورساباد بحثاً عن عاصمة صرغون الثاني. وتعتبر أعماله بداية علم الآثار الميداني في الشرق الأدنى.
- 1846 ـ جون غال Johann Galle: يكتشف كوكب نبتون بالاعتماد على حساب تخلخلات مدار أورانوس التي قام بها كل من أوربان لوفرييه Urbain Leverrier وجون كوش أدامز John Couch Adams.
- 1847 ـ جيمس جول: بينت تجاربه بشكل دقيق التكافؤ بين العمل والحرارة.
- 1850 ـ رودلف كلاوزيوس Rudolf Clausius: يعلن القانون الثاني في الترموديناميك بشكله العام، مدخلاً قياساً جديداً سماه فيما بعد الانتروبي entropie.
- 1855 ـ هنري بيسيمر Henry Bessemer: يعرض الطريقة التي فتحت الباب لإنتاج الفولاذ بكميات كبيرة.
- 1857 ـ برنارد ريمان: ينشر أعماله حول نظرية التوابع الآبلية.
- 1859 ـ شارلز داروين: نُشر كتابه الضخم أصل الأنواع في هذه السنة.
- 1860 ـ جميس كلرك ماكسويل: يدخل القوانين الإحصائية في النظرية الحركية للغازات.
- 1864 ـ توماس إديسون: يخترع التلغراف.
- 1865 ـ غريغور ماندل Gregor Mendel: يضع أسس ما سمي فيما بعد قوانين الوراثة، وذلك انطلاقاً من تهجين بقول الجلبان أو الفوم الصغيرة.
- 1866 ـ ألفريد نوبل Alfred Nobel: توصل إلى جعل النيتروغليسرين مستقراً وأعطى هذا المتفجر الجديد اسم الديناميت.
- 1868 ـ ويليام هيغنز William Huggins: يقيس السرعة الشعاعية لنجم بواسطة أثر دوبلر ـ فيزو.
- 1869 ـ ديمتري مندلييف: نشر الترتيب الدوري للعناصر الكيميائية.
- 1870 ـ هينريش شليمان Heinrich Schliemann: يكتشف في موقع هيسارليك Hissarlik قرب الدردنيل مدينة من عصر البرونز يمكن أن تكون سويتها السابعة هي طروادة الأسطورية في الإلياذة.
- 1872 ـ ريتشارد ديدكايند من جهة، وجورج كانتور وإدوارد هاين من جهة أخرى، قاموا بإنشاءات دقيقة للأعداد الحقيقية ونشروها.
- 1876 ـ روبرت كوخ Robert Koch: يثبت أن أحد أنواع البكتريا (عصية الفحم) يمكن أن تكون سبب أحد الأمراض.
- 1877 ـ توماس إديسون: يخترع الفونوغراف والهاتف.
- 1877 ـ لودفيغ بولتزمان: ينشر تفسيراً إحصائياً للمبدأ الثاني في الترموديناميك.
- 1878 ـ توماس إديسون: ينير العالم.
- 1882 ـ جورج كانتور: يدخل مفهوم الأعداد عبر النهائية التي يمكن أن تقيس حجم اللانهايات.
- 1882 ـ روبرت كوخ R. Koch: يعزل عصية السل.
- 1884 ـ غريغاريو ريتشي ـ كورباسترو Gregario Ricci-Curbastro وتوليو ليفي ـ سيفيتا Tullio Levi-Civita: أوجدا الحساب التنسوري أو حساب المتجهات.
- 1885 ـ جيكوبس فانت هوف Jacobus van’t Hoff: يضع القوانين التي تحكم التوازنات الكيميائية.
- 1885 ـ لويس باستور: يلقح جوزيف ميستر Joseph Meister ضد الكَلَب.
- 1887 ـ آلبرت مايكلسون Albert Michelson وإدوارد مورلي Edward Morley: أخفقت التجارب التي قاما بها من أجل إثبات وجود أية حركة للأرض بالنسبة للأثير المفترض.
- 1890 ـ إميل فون برينغ Emil von Begring: يكتشف أول مضاد جسمي (هو مضاد سمّين الخانوق anti-toxique-diphtérique).
- 1895 ـ فيلهلم رونتجن Wilhelm Röntgen: يكتشف الأشعة السينية.
- 1895 ـ هنري بوانكاريه: يؤسس الطبولوجيا الجبرية بنشره لبحثه أناليزيز سيتوس (Analysis situs).
- 1897 ـ ديفيد هيلبرت: ينشر بحثه الهام Der Zahlbericht الذي يعالج فيه البنى الجبرية للأعداد.
- 1898 ـ ماري كوري وبيير كوري Marie et Pierre Curie: يكتشفان أن الثوريوم يصدر إشعاعاً مماثلاً لإشعاع اليورانيوم، ويسميان هذه الظاهرة بالإشعاع.
- 1899 ـ هيلبرت: ينشر عمله Grundlagen der Geometrie الذي يوضح فيه بديهية الهندسة الإقليدية.
- 1900 ـ ماكس بلانك: طرح فرضية أن المادة تشع وفق حزم من الطاقة محددة تماماً، سميت بالكمات (كوانتا quanta)، وذلك لكي يفسر طيف إشعاع الجسم الأسود.
- 1900 ـ كارل لاندستاينر Karl Landsteiner: يحدد الفئات الدموية A و B و O.
- 1902 ـ أوليفييه هيفيسايد Olivier Heaviside وأ. إ. كينيلي A. E. Kennelly: يطرحان فكرة وجود طبقة ناقلة في الغلاف الجوي أسمياها الإيونوسفير.
- 1902 ـ هنري لوبيغ Henri Lebesgue: يبني نظرية الاندماج intégration التي تتجاوز النظرية التي طرحها ريمان في عام 1854.
- 1905 ـ ألبرت أينشتين Albert Einstein: ينشر النظرية الإحصائية للحركة البراونية للجسيمات المعلقة في الهواء أو في سائل. ويعد نظريته في النسبية الخاصة، ويضع التكافؤ بين الطاقة والكتلة في المعادلة E = mc2. ويفسر أينشتين الأثر الكهرضوئي مفترضاً أن الضوء مؤلف من جسيمات (هي الفوتونات).
- 1906 ـ ريشارد أولدهام Richard Oldham: يثبت وجود نواة للأرض.
- 1908 ـ إرنست زرميلو Ernst Zermelo: يضع أول منظومة من البديهيات من أجل نظرية المجموعات.
- 1909 ـ أندريا موهوروفيشيك Andrija Mohorivicic: يكتشف الحدود بين القشرة الأرضية والمعطف الأرضي.
- 1911 ـ هايك كمرلينغ أونس Heike Kamerlingh Onnes: يكتشف الناقلية الفائقة مع الزئبق.
- 1912 ـ هنرييتا ليفيت Henrietta Leavitt: أوجدت علاقة بين الدور والسطوع المطلق للنجوم المتغيرة، وهي نجوم تستخدم كمراجع لقياس المسافات.
- 1911 ـ إرنست رذرفورد Ernest Rutherford: يطور نموذجه الكوكبي للذرة اعتماداً على بعض التجارب، وهو عبارة عن نواة موجبة تحيط بها إلكترونات سالبة.
- 1912 ـ ماكس فون لوو Max von Laue: يكتشف انحراف أشعة X في البلورات، ويبرهن تجريبياً على النظرية الشبكية.
- 1912 ـ ألفريد ويجنيت Alfred Wegenet: يطرح أسس نظرية حيدان القارات.
- 1913 ـ بينو غوتنبرغ Beno Gutenberg: يبرهن أنه توجد على عمق 2900 كلم انقاطاعات كبيرة في سرعة الأمواج الزلزالية، مما جعله يحدد هذه المنطقة على أنها الحدود بين النواة والمعطف.
- 1916 ـ ألبرت أينشتين: نشر نظريته في النسبية العامة، التي تصف الثقالة كأثر لهندسة الزمكان.
- 1919 ـ رزرفورد Rutherford: يكتشف البروتون، المركب الأساسي في نواة الذرة.
- 1919 ـ آرثر إدينغتون Arthur Eddington: تحقق تجريبياً خلال كسوف للشمس من انحناء الأشعة الضوئية الصادرة عن النجوم بسبب مرورها قرب كتلة الشمس، وذلك مما يتوافق مع تنبؤات النظرية النسبية.
- 1920 ـ يوهانس برونستد Johannes Bronsted: يضع التعاريف الحديثة للحموض والأسس الكيميائية.
- 1921 ـ ألبرت كالميت Albert Calmette وكاميل جيران Camille Guérin: يقدمان مصلاً مضاداً للسل.
- 1925 ـ وولفغانغ باولي Wolfgang Pauli: يعلن مبدأه في الاستبعاد: فإلكترونان لا يستطيعان التواجد في الحالة الكوانتية نفسها في الذرة.
- 1925 ـ وينر هايزنبرغ Wener Heisenberg: يطور الصيغة المصفوفية للميكانيك الكوانتي.
- 1926 ـ إروين شرودنغر Erwin Schrodinger: يقترح المعادلة التي تحمل اسمه ليصف انتقال الموجة المرتبطة بالإلكترونات في الذرة مع الزمن.
- 1927 ـ وينر هايزنبرغ Wener Heisenberg: يعلن مبدأ الريبة، حيث لا يمكن أن نقيس بدقة لانهائية وفي آن معاً موضع وسرعة جسيم.
- 1927 ـ بول ديراك Paul Dirac: يضع الأسس الأولى للإلكتروديناميكا الكوانتية.
- 1928 ـ ألكسندر فليمنغ Alexander Fleming: يصف الأثر المضاد للبكتريا للبنسلين.
- 1929 ـ موتونوري ماتوياما Motonori Matuyama: يبرهن أن قطبية الحقل المغنطيسي للأرض تنقلب بشكل منتظم كل بضعة مئات من ملايين السنين.
- 1929 ـ إدوين هبل Edwin Hubble: يبين أن معظم المجرات تبتعد عن مجرتنا بسرعة تتناسب مع بعدها عنا.
- 1931 ـ كورت غودل Kurt Gödel: يبرهن مبرهنته في اللاكتمال: لا يوجد نظام من المسلمات بحيث تكون الرياضيات بالنسبة له كاملة وغير متناقضة.
- 1931 ـ كارل جانسكي Karl Jansky: يكتشف الأمواج الراديوية القادمة من الفضاء.
- 1932 ـ كارل أندرسون Carl Anderson: يثبت وجود البوزيترون الذي كان قد تنبأ به ديراك قبل سنة.
- 1933 أندريي كولموغوروف Andreï Kolmogorov: يضع المسلمات الأساسية لنظرية الاحتمالات.
- 1934 ـ إيرين كوري وفريديرك جوليو ـ كوري يكتشفان الإشعاع الصنعي.
- 1937 ـ آلان تورنغ Alan Turing: يضع النموذج النظري للحاسوب، القادر على حل كافة المسائل القابلة للحساب أو للبرهان.
- 1939 ـ نيكولاس بورباكي: وهو اسم منحول لجماعة، ينشر الجزء الأول من الكتاب الضخم المبادئ الرياضية Eléments de mathématiques.
- 1943 ـ أندريه لوروا ـ غوران André Leroi-Gourhan: ينشر مؤلفه الإنسان والمادة L’Homme et la Matière، ثم يتبعه في عام 1945 بكتابه الوسط والتقنية Milieu et Technique، وفيهما يعالج بصورة جديدة تماماً كباحث في علم ما قبل التاريخ والإثنولوجيا سلوك مجموعات بشرية مختلفة اعتماداً على اسهاماتها وصلاتها وتلاقحاتها وتبادلاتها، وذلك من خلال دراسة تصنيف التقنيات (تصنيع واكتساب واستهلاك).
- 1944 ـ جون فون نيومان John von Neumann وأوسكار مورغنسترن Oskar Morgenstern: يؤسسان نظرية الألعاب.
- 1945 ـ جون فون نيومان John von Neumann: يصف المبادئ الهندسية المنطقية للحواسب.
- 1948 ـ جورج غاموف George Gamow ورالف ألفر Ralph Alpher وروبرت هرمان Robert Herman: يطورون نظرية بداية الكون (نظرية الانفجار الكبير)، ويتنبأون بوجود إشعاع متبق تم اكتشافه فعلاً في عام 1965.
- 1948 ـ جوليان شفينغر Julian Schwinger وريتشارد فاينمان Richard Feynman وسين ـ إيتيرو توموناغا Sin-Itiro Tomonaga: يطرحون طرقاً لحذف اللانهايات خاصة بالإلكتروديناميكا الكمومية.
- 1950 ـ غوستاف هينريش رالف فون كوينيغسوالد Gustav Heinrich Ralph von Koenigswald: يكتشف في جاوا نوعاً بشرياً قديماً ينسبه إلى نوع الهومو، بعد أن كان قد اكتشف أنواعاً أخرى في هذه الجزيرة.
- 1952 ـ فرانسيس بيرش Francis Birch: رائد دراسة المواد الأرضية تحت الضغط العالي يبرهن أن نواة الأرض مكونة من الحديد.
- 1952 ـ ألسكندر غروثنديك Alxander Grothendiek: يبدأ بنشر أعمال أثرت بشكل عميق على نظرية الفضاءات الطبولوجية والجبر التقابلي والهندسة الجبرية.
- 1953 ـ جيمس واطسن James Watson وفرانسيس كريك Francis Crick: يفكان البنية الحلزونية المزدوجة للحمض الريبي النووي DNA.
- 1955 ـ غريغوري بينكوس Gregory Pincus: يصنع أول حبة فموية مضادة للحمل.
- 1956 ـ جون باردين J. Bardeen وليون كوبر Leon Cooper وجون شريفر John R. Schrieffer: يطرحون نظريتهم حول الناقلية الفائقة.
- 1958 ـ جان دوسيه Jean Dausset: يكتشف مولد مضادات التوافق المناعي للخلايا والأنسجة بين أفراد مختلفين (نظام HLA)
- 1958 ـ فرانسيس كريك Francis Crick: يعلن المبدأ الرئيسي في البيولوجيا الجزيئية: المعلومة المورثية تنتقل من الـ DNA إلى الـ RNA ثم إلى البروتينات.
- 1958 ـ جيمس آلين James Allen: يكتشف وجود أحزمة من الإشعاع حول الأرض.
- 1959 ـ ماكس بيروتز Max Perutz: ينجح في الكشف عن البنية ثلاثية الأبعاد للهيموغلوبين.
- 1960 ـ ثيودور ميمان Theodore Maiman: ينجح في إنجاز أول لايزر.
- 1961 ـ مارشال نيرنبرغ Marschall Nirenberg ج. هـ. ماثيه J. H. Matthei: يفكان أحد «حروف» الشيفرة الوراثية.
- 1961 ـ أبراهام روبنسون Abraham Robinson: يوجد التحليل اللامعياري.
- 1962 ـ هاري هس Harry Hess: يقترح أن أرضية المحيطات تتشكل باستمرار من خلال صعود المواد من الأعماق، وأن هذا السطح يغوص عند التصدعات الكبيرة التي تحف ببعض المحيطات.
- 1963 ـ إدوارد لورنز Edward Lorenz: يبني نموذجاً مبسطاً للحمل الحراري في الغلاف الجوي يظهر فيه ما سمي فيما بعد «الجاذب الغريب»، وهو علامة على وجود تطور مناخي شواشي تحديدي.
- 1965 ـ رتشارد فاينمان Richard P. Feynman: ينال جائزة نوبل لأعماله حول الإلكتروديناميكا الكوانتية.
- 1965 ـ أرنو بنزياس Arno H. Penzias وروبرت ويلسون Robert W. Wilson: يكتشفان الإشعاع المتبقي من زمن الانفجار الكوني الكبير، والموافق لإشعاع جسم أسود بدرجة 3 كالفن.
- 1967 ـ كزافييه لو بيشون Xavier le Pichon وجيسون مورغان Jason Morgan ودان ماكنزي Dan McKenzie: يضعون النظرية الشاملة لتكتونية الصفائح الأرضية.
- 1967 ـ ستيفن واينبرغ Steven Weinberg وشلدون غلاشوف Sheldon Glashow وعبد السلام Abdus Salam: يساهمون في بناء نظرية توحد القوتين الكهرمغنطيسية والضعيفة.
- 1970 ـ هوارد تمين Howard Temin ودافيد بالتيمور David Baltimore: يصفان في الوقت نفسه أنواع الفيروس الذي يستطيع الدخول إلى الخلية والاندماج في مورثاتها، ومن أحد أنواعه المكتشفة فيما بعد السيدا.
- 1971 ـ دافيد رويل David Ruelle وفلوريس تاكنز Floris Takens: ينشران موضوعاً حول التدوّم كان له أثر كبير على بدايات نظرية الشواش التحديدي.
- 1971 ـ لين مارغوليس Lynn Margulis: يقترح نظرية التكافل الداخلي endosymbiose من أجل تفسير أصول مكونات الخلايا ذات النواة.
- 1972 ـ بيير ـ جيل دو جين Pierre-Gilles de Gennes: يضع الروابط بين فيزياء المغنطيسية وفيزياء البوليمرات.
- 1972 ـ رنيه توم René Thom: يعرض نظريته في «الكوارث».
- 1974 ـ ليو غون ليو Liu Gun Liu: يكتشف المركب المسمى بروفسكيت provskite، وهو المركب الأساسي في المعطف الأدنى.
- 1974 ـ فرانك شروود رولاند Frank Sherwood Rowland وماريو مولينا Mario Molina: يلاحظان أن الكلور فلورو كربونات تدمر طبقة الأوزون في الطبقة العليا من الغلاف الجوي.
- 1975 ـ بونوا ماندلبروت Benoit Mandelbrot: يعمم مفهوم الفراكتال وينشره بشكل تصويري على الحاسوب مما يؤدي إلى إشاعته في العالم وإلى تعريف الناس بنظرية الشواش.
- 1976 ـ كينيث آبل Kenneth Appel وولفغانغ هاكن Wolfgang Haken: يبرهنان على نظرية الألوان الأربعة. وكان جزء من برهانهما يعتمد على الحاسوب الأمر الذي كان سابقة في ذلك الوقت.
- 1979 ـ آلان غوث Alan Guth: يقترح نموذجاً كونياً متضخماً.
- 1980 ـ لويس ألفاريز Luis Alvarez: ينشر موضوعاً يؤكد فيه أن جسماً من خارج الأرض ضرب الأرض منذ نحو 65 مليون سنة.
- 1983 ـ كاري موليس Kary B. Mullis: يبتكر تقنية الـ PCR (polymerase chain reaction)، وهي طريقة لتوسعة الحمض الريببي النووي.
- 1983 ـ جف شيل Jeff Schell ومارك فون مونتاغو Marc von Montagu: ينجحان في أول تحويل وراثي للنباتات، فاتحين بذلك الطريق للنباتات المعدلة وراثياً.
- 1983 ـ كارلو روبيا Carlo Rubbia وفريقه: يثبتون وجود الجسيمين W و Z في المسرع الأوروبي Cern، وهما جسيمين كانت قد تنبأت بهما نظرية القوة الكهرضعيفة لواينبرغ ـ عبد السلام ـ غلاشوف.
- 1983 ـ جان مورليه Jean Morlet: يخترع المويجات، وهي اليوم أساس منهج هام في تحليل وتركيب الإشارة.
- 1985 ـ ريشارد سمالي Richard E. Smalley وهارولد كروتو Harold W. Kroto: يكتشفون الفلرينات، وهي كريات مجوفة مؤلفة من 60 ذرة من الكربون.
- 1985 ـ فوغان جونز Vaughan Jones: ينشر مساهمة هامة في نظرية العقد، مكتشفاً متحولاً جديداً ذا صلة بها.
- 1986 ـ أليكس مولر Alex Muller وغيورغ بنروز Georg Bebnorz: يكتشفان أول ناقل فائق في درجات الحرارة العالية.
- 1986 ـ تحسين مقادسـي Tahsin Makadicy وقتها كان طالب في المرحلة الأخيرة في كلية الهندسة ينجح باختراع جهاز طبي لعلاج شلل الاطراف السفلى ونفس الوقت هذا الجهاز يعيد الفقرة الزالقة لوضعها الطبيعي بدون عملية جراحية، وقد حصل على براءة اختراع دولية وجائزة الملكية الفكرية العالمية الذهبية لسنة 1986.
- 1990 ـ نشر أول تقرير للـ IPCC (Intergovernmental Panel of Climatic Change)، وذكر فيه وجود صلة بين ازدياد أثر الدفيئة وحصول تغيرات مناخية شاملة على الأرض.
- 1995 ـ إريك كورنيل Eric Cornell وفريقه: ينتج للمرة الأولى تكاثف بوز ـ أينشتين، وهي حالة للمادة تفقد فيها الذرات هويتها الفردية.
- 1995 ـ كريغ فانتر Craig Venter: ينشر للمرة الأولى المتتالية الكاملة من الأسس لكافة مورثات كائن حي، هو البكتريا Hemophilus influenzae.
- 1995 ـ أندرو وايلز Andrew Wiles: ينشر برهاناً على مخمنة فيرما الشهيرة.
- 1996 ـ غوستاف أرينيوس Gustave Arrhenius: يجد آثار للحياة على الأرض عمرها 3.8 مليار سنة.
- 1997 ـ إدوارد بوكنر Eduard Buchner: يحقق أول إثبات على وجود إنزيمات بين الخلايا.
- 2002 ـ إيف كوبنز: يعلن نهاية نظرية الأصل الإفريقي الشرقي (منطقة شرق الانهدام الكبير) للأنواع البشرية مع اكتشاف نوع بشري في تشاد (تومي Toumai).
- 2003 ـ روزين لالمان Rosine Lallement: تثبت على رأس فريق فرنسي ـ أمريكي أن المجموعة الشمسية تجتاز حالياً فقاعة غازية حارة، وتضع التشكيل ثلاثي الأبعاد للحشد النجمي الذي تنتمي إليه الشمس.
- 2004 ـ سرج رينود Serge Reynaud: يعمل وفريقه على فهم الحدود الواقعة بين العالمين الكوانتي والجهاري، وذلك من خلال نظرية اللاتجانس décohérence التي تصف المرور بين العالمين عبر تسخين جزيئات إلى درجات حرارة عالية مما يؤدي إلى زيادة التخلخل المؤثر